# Mailat, Arad
Mailat este un sat în comuna Vinga din județul Arad, Banat, România.

## Localizare
La Mailat se ajunge prin Vinga și apoi prin Mănăștur. 

## Istorie
Pe locul vechii primării (nr. 387) care evoca ziua de 26 decembrie 1944, când țărani din localitate au ales un primar democrat pe care l-au instaurat la conducerea comunei și pe care au reușit să-l mențină în ciuda încercărilor regimului de a se opune. În anii care au urmat, satul a cunoscut o puternică dezvoltare edilitară cât și în privința dezvoltării agriculturii.
Satul Mailat dispune de un heleșteu foarte bogat în pește. 
Localitatea se mândrește cu o frumoasă datină, care se ține în ultima duminică din august: "Duminica de la Mailat", toți cei născuți aici se întorc în sat, având loc cu această ocazie manifestări culturale.